# Miloch Tserniánski
Miloš Crnjanski, em sérvio Милош Црњански (Csongrád, na atual Hungria, 26 de outubro de 1893 - Belgrado, 30 de novembro de 1977) foi um poeta de vanguarda sérvio, criador de uma tendência expressionista chamada de "Sumatrismo".